# Копетон антильський
Копето́н антильський (Myiarchus antillarum) — вид горобцеподібних птахів родини тиранових (Tyrannidae). Мешкає на Пуерто-Рико та Віргінських островах.

## Поширення і екологія
Антильські копетони мешкають на Пуерто-Рико, на Американських та Британських Віргінських островах. Живуть в сухих, вологих та мангрових тропічних лісах, в чагарникових заростях та на плантаціях на висоті до 800 м над рівнем моря.